# Делау
Делау (њем. Döhlau) општина је у њемачкој савезној држави Баварска. Једно је од 27 општинских средишта округа Хоф. Према процјени из 2010. у општини је живјело 4.106 становника. Посједује регионалну шифру (AGS) 9475120.

## Географски и демографски подаци
Делау се налази у савезној држави Баварска у округу Хоф. Општина се налази на надморској висини од 549 метара. Површина општине износи 15,2 km². У самом мјесту је, према процјени из 2010. године, живјело 4.106 становника. Просјечна густина становништва износи 269 становника/km².